# 速度賽馬
速度賽馬是一項人馬結合的競賽運動，在中國全運會是正式項目之一。同義詞為平地賽馬。

## 形式
速度賽馬所用的場地是橢園形馬場，賽道1周為之1200米長，並以順時針跑動，該項目分為90米、2000米、3200米以及5000米的距離賽事，並分為個人與團體賽，團體賽是以團體各成員名次的總和計算。
在選用馬匹方面，對馬種沒有特別的規定，只要是健康以及須年滿4歲，並曾接受訓練即可。賽馬用之馬匹身上必定要配上鞍具，包括：鞍屜、鐙、肚帶，還要佩上小勒或是大勒，馬鞭的長度要於50釐米之下，也不可以利器等傷害馬匹或向馬匹提供違禁物以提升馬匹速度。若馬匹有任何疾病或不當(如號碼錯誤等)則會被取消資格。
速度賽馬的一些規則與田徑相似，例如在三次召集後運動員與馬匹仍未出場，則取消資格、馬匹首次偷步會被警告，第二次偷步便會被取消資格、起跑首100米內「必須沿著自己的跑道前進，不得進入其他跑道內超越前面的運動員，否則以犯規論。」而在賽事途中，運動員不可阻止其它馬匹前進、不得騷擾其它馬匹、不得與其他人對話以及在最後200米的距離之中，領先的運動員不得向跑道外圈騎乘，以免妨礙其他運動員的衝刺。當馬匹的頭部任何位置到達終點，就算完全賽事。若兩隻馬匹同時到終點，則可以據終點照相作出定論。